# Saison 2017-2018 de la LAH
Saison précédente Saison suivante
La saison 2017-2018 de la LAH est la 82e saison de la Ligue américaine de hockey.

## Contexte

### Changement de franchise
Les Checkers de Charlotte sont déplacés de la division Centrale dans l'association de l'Ouest vers la division Atlantique dans l'association de l'Est. Les deux associations comptent désormais chacune 15 équipes.
Les Senators de Binghamton, club école des Sénateurs d'Ottawa, sont achetés par les Sénateurs qui les relocalisent à Belleville et les renomment Senators de Belleville. Les Devils d'Albany, club école des Devils du New Jersey, déménagent à Binghamton pour devenir les Devils de Binghamton. Les IceCaps de Saint-Jean, club école des Canadiens de Montréal, déménagent à Laval en banlieue de Montréal et deviennent le Rocket de Laval.

## Saison régulière

### Classement

#### Association de l'Est
| Clt   | Équipe                            | PJ | V  | D  | DP | DF | BP  | BC  | Pts | % pts |
| ----- | --------------------------------- | -- | -- | -- | -- | -- | --- | --- | --- | ----- |
| +001, | Phantoms de Lehigh Valley         | 76 | 47 | 19 | 5  | 5  | 260 | 218 | 104 | 68,4  |
| +002, | Penguins de Wilkes-Barre/Scranton | 76 | 45 | 22 | 6  | 3  | 252 | 223 | 99  | 65,1  |
| +003, | Checkers de Charlotte             | 76 | 46 | 26 | 1  | 3  | 262 | 212 | 96  | 63,2  |
| +004, | Bruins de Providence              | 76 | 45 | 26 | 3  | 2  | 231 | 187 | 95  | 62,5  |
| +005, | Sound Tigers de Bridgeport        | 76 | 36 | 32 | 5  | 3  | 206 | 214 | 80  | 52,6  |
| +006, | Wolf Pack de Hartford             | 76 | 34 | 33 | 6  | 3  | 208 | 252 | 77  | 50,7  |
| +007, | Thunderbirds de Springfield       | 76 | 32 | 37 | 5  | 2  | 210 | 233 | 71  | 46,7  |
| +008, | Bears de Hershey                  | 76 | 30 | 37 | 4  | 5  | 201 | 249 | 69  | 45,4  |

| Clt   | Équipe                 | PJ | V  | D  | DP | DF | BP  | BC  | Pts | % pts |
| ----- | ---------------------- | -- | -- | -- | -- | -- | --- | --- | --- | ----- |
| +001, | Marlies de Toronto     | 76 | 54 | 18 | 2  | 2  | 254 | 170 | 112 | 73,7  |
| +002, | Crunch de Syracuse     | 76 | 46 | 22 | 3  | 5  | 234 | 189 | 100 | 65,8  |
| +003, | Americans de Rochester | 76 | 37 | 22 | 11 | 6  | 234 | 221 | 91  | 59,9  |
| +004, | Comets d'Utica         | 76 | 38 | 26 | 8  | 4  | 211 | 216 | 88  | 57,9  |
| +005, | Devils de Binghamton   | 76 | 25 | 38 | 9  | 4  | 193 | 247 | 63  | 41,4  |
| +006, | Senators de Belleville | 76 | 29 | 42 | 2  | 3  | 194 | 266 | 63  | 41,4  |
| +007, | Rocket de Laval        | 76 | 24 | 42 | 7  | 3  | 206 | 281 | 58  | 38,2  |

- En gras : champion de la saison régulière
- En italique : qualifié pour les séries

#### Association de l'Ouest
| Clt   | Équipe                   | PJ | V  | D  | DP | DF | BP  | BC  | Pts | % pts |
| ----- | ------------------------ | -- | -- | -- | -- | -- | --- | --- | --- | ----- |
| +001, | Wolves de Chicago        | 76 | 42 | 23 | 7  | 4  | 244 | 208 | 95  | 62,5  |
| +002, | Griffins de Grand Rapids | 76 | 42 | 25 | 2  | 7  | 237 | 210 | 93  | 61,2  |
| +003, | Moose du Manitoba        | 76 | 42 | 26 | 4  | 4  | 253 | 198 | 92  | 60,5  |
| +004, | IceHogs de Rockford      | 76 | 40 | 28 | 4  | 4  | 239 | 234 | 88  | 57,9  |
| +005, | Wild de l'Iowa           | 76 | 33 | 27 | 10 | 6  | 232 | 246 | 82  | 53,9  |
| +006, | Admirals de Milwaukee    | 76 | 38 | 32 | 4  | 2  | 216 | 235 | 82  | 53,9  |
| +007, | Monsters de Cleveland    | 76 | 25 | 41 | 7  | 3  | 190 | 258 | 60  | 39,5  |

| Clt   | Équipe                 | PJ | V  | D  | DP | DF | BP  | BC  | Pts | % pts |
| ----- | ---------------------- | -- | -- | -- | -- | -- | --- | --- | --- | ----- |
| +001, | Roadrunners de Tucson  | 68 | 42 | 20 | 5  | 1  | 214 | 173 | 90  | 66,2  |
| +002, | Stars du Texas         | 76 | 38 | 24 | 8  | 6  | 223 | 231 | 90  | 59,2  |
| +003, | Reign d'Ontario        | 68 | 36 | 25 | 4  | 3  | 200 | 194 | 79  | 58,1  |
| +004, | Barracuda de San José  | 68 | 34 | 26 | 4  | 4  | 186 | 198 | 76  | 55,9  |
| +005, | Gulls de San Diego     | 68 | 36 | 28 | 3  | 1  | 202 | 197 | 76  | 55,9  |
| +006, | Heat de Stockton       | 68 | 34 | 28 | 2  | 4  | 211 | 204 | 74  | 54,4  |
| +007, | Condors de Bakersfield | 68 | 31 | 27 | 9  | 1  | 188 | 206 | 72  | 52,9  |
| +008, | Rampage de San Antonio | 76 | 35 | 31 | 10 | 0  | 198 | 219 | 80  | 52,6  |

- En italique : qualifiés pour les séries

### Meilleurs pointeurs
| Clt. | Nom              | Équipe                            | PJ | B  | A  | Pts | +/- | Pun |
| ---- | ---------------- | --------------------------------- | -- | -- | -- | --- | --- | --- |
| 1    | Chris Terry      | Rocket de Laval                   | 62 | 32 | 39 | 71  | -33 | 45  |
| 2    | Philip Varone    | Phantoms de Lehigh Valley         | 74 | 23 | 47 | 70  | +9  | 36  |
| 3    | Austin Czarnik   | Bruins de Providence              | 64 | 25 | 44 | 69  | +18 | 24  |
| 4    | Mason Appleton   | Moose du Manitoba                 | 76 | 22 | 44 | 66  | +14 | 57  |
| 5    | Daniel Sprong    | Penguins de Wilkes-Barre/Scranton | 65 | 32 | 33 | 65  | +4  | 28  |
| 6    | Teemu Pulkkinen  | Wolves de Chicago                 | 75 | 29 | 36 | 65  | +12 | 44  |
| 7    | Ben Street       | Griffins de Grand Rapids          | 73 | 21 | 44 | 65  | +9  | 22  |
| 8    | Eric Tangradi    | Griffins de Grand Rapids          | 74 | 31 | 33 | 64  | +12 | 51  |
| 9    | Cal O'Reilly     | Wild de l'Iowa                    | 75 | 15 | 49 | 64  | -7  | 10  |
| 10   | Curtis Valk (en) | Thunderbirds de Springfield       | 73 | 20 | 42 | 62  | -2  | 41  |

### Meilleurs gardiens de but
| Clt | Joueur              | Équipe                                    | PJ | Min           | BC | Moy  | %Arr | Bl |
| --- | ------------------- | ----------------------------------------- | -- | ------------- | -- | ---- | ---- | -- |
| 1   | Garret Sparks       | Marlies de Toronto                        | 43 | 2507 min 4 s  | 75 | 1,79 | 93,6 | 6  |
| 2   | Jordan Binnington   | Bruins de Providence                      | 28 | 1605 min 53 s | 55 | 2,05 | 92,6 | 1  |
| 3   | Michael Hutchinson  | Moose du Manitoba                         | 26 | 1560 min 32 s | 54 | 2,08 | 93,5 | 2  |
| 4   | Eddie Pasquale (en) | Crunch de Syracuse Condors de Bakersfield | 31 | 1782 min 18 s | 65 | 2,19 | 92,3 | 2  |
| 5   | Adin Hill           | Roadrunners de Tucson                     | 36 | 1949 min 57 s | 74 | 2,28 | 91,4 | 5  |

## Séries éliminatoires

### Tableau récapitulatif
|  | Quarts de finale d'association | Quarts de finale d'association | Quarts de finale d'association | Quarts de finale d'association |    |               | Demi-finales d'association | Demi-finales d'association | Demi-finales d'association | Demi-finales d'association |  |  | Finales d'association | Finales d'association | Finales d'association | Finales d'association |  |  | Finale de la Coupe Calder | Finale de la Coupe Calder | Finale de la Coupe Calder | Finale de la Coupe Calder |
|  |                                |                                |                                |                                |    |               |                            |                            |                            |                            |  |  |                       |                       |                       |                       |  |  |                           |                           |                           |                           |
|  |                                |                                |                                |                                |    |               |                            |                            |                            |                            |  |  |                       |                       |                       |                       |  |  |                           |                           |                           |                           |
|  | A1                             | Lehigh Valley                  | 3                              | 3                              |    |               |                            |                            |                            |                            |  |  |                       |                       |                       |                       |  |  |                           |                           |                           |                           |
|  | A1                             | Lehigh Valley                  | 3                              | 3                              |    |               |                            |                            |                            |                            |  |  |                       |                       |                       |                       |  |  |                           |                           |                           |                           |
|  | A4                             | Providence                     | 1                              | 1                              |    |               |                            |                            |                            |                            |  |  |                       |                       |                       |                       |  |  |                           |                           |                           |                           |
|  | A4                             | Providence                     | 1                              | 1                              | A1 | Lehigh Valley | 4                          | 4                          |                            |                            |  |  |                       |                       |                       |                       |  |  |                           |                           |                           |                           |
|  |                                |                                |                                |                                | A1 | Lehigh Valley | 4                          | 4                          |                            |                            |  |  |                       |                       |                       |                       |  |  |                           |                           |                           |                           |
|  |                                |                                | A3                             | Charlotte                      | 1  | 1             |                            |                            |                            |                            |  |  |                       |                       |                       |                       |  |  |                           |                           |                           |                           |
|  | A2                             | Wilkes-Barre/Scranton          | A3                             | Charlotte                      | 1  | 1             | 0                          | 0                          |                            |                            |  |  |                       |                       |                       |                       |  |  |                           |                           |                           |                           |
|  | A2                             | Wilkes-Barre/Scranton          |                                |                                |    |               |                            | 0                          |                            |                            |  |  |                       |                       |                       |                       |  |  |                           |                           |                           |                           |
|  | A3                             | Charlotte                      | 3                              | 3                              |    |               |                            |                            |                            |                            |  |  |                       |                       |                       |                       |  |  |                           |                           |                           |                           |
|  | A3                             | Charlotte                      | 3                              | 3                              | A1 | Lehigh Valley | 0                          | 0                          |                            |                            |  |  |                       |                       |                       |                       |  |  |                           |                           |                           |                           |
|  |                                |                                |                                |                                | A1 | Lehigh Valley | 0                          | 0                          |                            |                            |  |  |                       |                       |                       |                       |  |  |                           |                           |                           |                           |
|  |                                |                                | N1                             | Toronto                        | 4  | 4             |                            |                            |                            |                            |  |  |                       |                       |                       |                       |  |  |                           |                           |                           |                           |
|  | N1                             | Toronto                        | N1                             | Toronto                        | 4  | 4             | 3                          | 3                          |                            |                            |  |  |                       |                       |                       |                       |  |  |                           |                           |                           |                           |
|  | N1                             | Toronto                        |                                |                                |    |               |                            | 3                          |                            |                            |  |  |                       |                       |                       |                       |  |  |                           |                           |                           |                           |
|  | N4                             | Utica                          | 2                              | 2                              |    |               |                            |                            |                            |                            |  |  |                       |                       |                       |                       |  |  |                           |                           |                           |                           |
|  | N4                             | Utica                          | 2                              | 2                              | N1 | Toronto       | 4                          | 4                          |                            |                            |  |  |                       |                       |                       |                       |  |  |                           |                           |                           |                           |
|  |                                |                                |                                |                                | N1 | Toronto       | 4                          | 4                          |                            |                            |  |  |                       |                       |                       |                       |  |  |                           |                           |                           |                           |
|  |                                |                                | N2                             | Syracuse                       | 0  | 0             |                            |                            |                            |                            |  |  |                       |                       |                       |                       |  |  |                           |                           |                           |                           |
|  | N2                             | Syracuse                       | N2                             | Syracuse                       | 0  | 0             | 3                          | 3                          |                            |                            |  |  |                       |                       |                       |                       |  |  |                           |                           |                           |                           |
|  | N2                             | Syracuse                       |                                |                                |    |               |                            | 3                          |                            |                            |  |  |                       |                       |                       |                       |  |  |                           |                           |                           |                           |
|  | N3                             | Rochester                      | 0                              | 0                              |    |               |                            |                            |                            |                            |  |  |                       |                       |                       |                       |  |  |                           |                           |                           |                           |
|  | N3                             | Rochester                      | 0                              | 0                              | N1 | Toronto       | 4                          | 4                          |                            |                            |  |  |                       |                       |                       |                       |  |  |                           |                           |                           |                           |
|  |                                |                                |                                |                                | N1 | Toronto       | 4                          | 4                          |                            |                            |  |  |                       |                       |                       |                       |  |  |                           |                           |                           |                           |
|  |                                |                                | P2                             | Texas                          | 3  | 3             |                            |                            |                            |                            |  |  |                       |                       |                       |                       |  |  |                           |                           |                           |                           |
|  | C1                             | Chicago                        | P2                             | Texas                          | 3  | 3             | 0                          | 0                          |                            |                            |  |  |                       |                       |                       |                       |  |  |                           |                           |                           |                           |
|  | C1                             | Chicago                        |                                |                                |    |               |                            | 0                          |                            |                            |  |  |                       |                       |                       |                       |  |  |                           |                           |                           |                           |
|  | C4                             | Rockford                       | 3                              | 3                              |    |               |                            |                            |                            |                            |  |  |                       |                       |                       |                       |  |  |                           |                           |                           |                           |
|  | C4                             | Rockford                       | 3                              | 3                              | C4 | Rockford      | 4                          | 4                          |                            |                            |  |  |                       |                       |                       |                       |  |  |                           |                           |                           |                           |
|  |                                |                                |                                |                                | C4 | Rockford      | 4                          | 4                          |                            |                            |  |  |                       |                       |                       |                       |  |  |                           |                           |                           |                           |
|  |                                |                                | C3                             | Manitoba                       | 0  | 0             |                            |                            |                            |                            |  |  |                       |                       |                       |                       |  |  |                           |                           |                           |                           |
|  | C2                             | Grand Rapids                   | C3                             | Manitoba                       | 0  | 0             | 2                          | 2                          |                            |                            |  |  |                       |                       |                       |                       |  |  |                           |                           |                           |                           |
|  | C2                             | Grand Rapids                   |                                |                                |    |               |                            | 2                          |                            |                            |  |  |                       |                       |                       |                       |  |  |                           |                           |                           |                           |
|  | C3                             | Manitoba                       | 3                              | 3                              |    |               |                            |                            |                            |                            |  |  |                       |                       |                       |                       |  |  |                           |                           |                           |                           |
|  | C3                             | Manitoba                       | 3                              | 3                              | C4 | Rockford      | 2                          | 2                          |                            |                            |  |  |                       |                       |                       |                       |  |  |                           |                           |                           |                           |
|  |                                |                                |                                |                                | C4 | Rockford      | 2                          | 2                          |                            |                            |  |  |                       |                       |                       |                       |  |  |                           |                           |                           |                           |
|  |                                |                                | P2                             | Texas                          | 4  | 4             |                            |                            |                            |                            |  |  |                       |                       |                       |                       |  |  |                           |                           |                           |                           |
|  | P1                             | Tucson                         | P2                             | Texas                          | 4  | 4             | 3                          | 3                          |                            |                            |  |  |                       |                       |                       |                       |  |  |                           |                           |                           |                           |
|  | P1                             | Tucson                         |                                |                                |    |               |                            | 3                          |                            |                            |  |  |                       |                       |                       |                       |  |  |                           |                           |                           |                           |
|  | P4                             | San José                       | 1                              | 1                              |    |               |                            |                            |                            |                            |  |  |                       |                       |                       |                       |  |  |                           |                           |                           |                           |
|  | P4                             | San José                       | 1                              | 1                              | P1 | Tucson        | 1                          | 1                          |                            |                            |  |  |                       |                       |                       |                       |  |  |                           |                           |                           |                           |
|  |                                |                                |                                |                                | P1 | Tucson        | 1                          | 1                          |                            |                            |  |  |                       |                       |                       |                       |  |  |                           |                           |                           |                           |
|  |                                |                                | P2                             | Texas                          | 4  | 4             |                            |                            |                            |                            |  |  |                       |                       |                       |                       |  |  |                           |                           |                           |                           |
|  | P2                             | Texas                          | P2                             | Texas                          | 4  | 4             | 3                          | 3                          |                            |                            |  |  |                       |                       |                       |                       |  |  |                           |                           |                           |                           |
|  | P2                             | Texas                          |                                |                                |    |               |                            | 3                          |                            |                            |  |  |                       |                       |                       |                       |  |  |                           |                           |                           |                           |
|  | P3                             | Ontario                        | 1                              | 1                              |    |               |                            |                            |                            |                            |  |  |                       |                       |                       |                       |  |  |                           |                           |                           |                           |
|  | P3                             | Ontario                        | 1                              | 1                              |    |               |                            |                            |                            |                            |  |  |                       |                       |                       |                       |  |  |                           |                           |                           |                           |
|  |                                |                                |                                |                                |    |               |                            |                            |                            |                            |  |  |                       |                       |                       |                       |  |  |                           |                           |                           |                           |

### Finale
| 2 juin 2018 | Toronto | 6-5 (1-2, 2-2, 3-1) | Texas | Ricoh Coliseum 8 127 spectateurs |

| Feuille de match | Feuille de match | Feuille de match                            | Feuille de match | Feuille de match                                                      |
| ---------------- | --- | ------------------------------------------- | --- | --------------------------------------------------------------------- |
|                  | Holl — 8 min 32 s Gauthier (Greening) — 30 min 57 s Mueller (Smith, Timashov) — 39 min 45 s Marchment (Greening, LoVerde) — 42 min 46 s Marincin (Timashov, Mueller) — 44 min 55 s Moore (Mueller, Rosen) — 50 min 3 s (SN) | 0-1 1-1 1-2 2-2 2-3 2-4 3-4 4-4 5-4 5-5 6-5 | Morin (McKenzie, Dowling) — 6 min 19 s (SN) McKenzie (Regner, McKenna) — 12 min 46 s (SN) Fyten (Mangene, Heatherington) — 31 min 25 s Morin (Dowling) — 37 min 48 s Dowling (Morin, Nyberg) — 46 min 10 s | Arbitrage : Terry Koharski, Corey Syvret Libor Suchanek, James Tobias |
| Sparks           | Gardiens | McKenna                                     | | Arbitrage : Terry Koharski, Corey Syvret Libor Suchanek, James Tobias |
| 18 min           | Pénalités | 20 min                                      | | Arbitrage : Terry Koharski, Corey Syvret Libor Suchanek, James Tobias |
| 34               | Tirs | 37                                          | | Arbitrage : Terry Koharski, Corey Syvret Libor Suchanek, James Tobias |

| 3 juin 2018 | Toronto | 1-2 (1-0, 0-1, 0-1) | Texas | Ricoh Coliseum 8 219 spectateurs |

| Feuille de match | Feuille de match              | Feuille de match | Feuille de match                                                                              | Feuille de match                                                       |
| ---------------- | ----------------------------- | ---------------- | --------------------------------------------------------------------------------------------- | ---------------------------------------------------------------------- |
|                  | Smith (Dermott) — 17 min 51 s | 1-0 1-1 1-2      | McKenzie (Heatherington, Regner) — 22 min 45 s Bayreuther (Dowling, Morin) — 44 min 31 s (SN) | Arbitrage : Pierre Lambert, Furman South Travis Gawryletz, Bevan Mills |
| Sparks           | Gardiens                      | McKenna          |                                                                                               | Arbitrage : Pierre Lambert, Furman South Travis Gawryletz, Bevan Mills |
| 8 min            | Pénalités                     | 6 min            |                                                                                               | Arbitrage : Pierre Lambert, Furman South Travis Gawryletz, Bevan Mills |
| 22               | Tirs                          | 24               |                                                                                               | Arbitrage : Pierre Lambert, Furman South Travis Gawryletz, Bevan Mills |

| 5 juin 2018 | Texas | 1-2 (0-0, 1-2, 0-0) | Toronto | H-E-B Center 6 863 spectateurs |

| Feuille de match | Feuille de match                   | Feuille de match | Feuille de match                                                             | Feuille de match                                                        |
| ---------------- | ---------------------------------- | ---------------- | ---------------------------------------------------------------------------- | ----------------------------------------------------------------------- |
|                  | Dries (Elie, Regner) — 20 min 55 s | 1-0 1-1 1-2      | Mueller (Johnsson, Smith) — 23 min 55 s Rosen (Moore, Engvall) — 32 min 28 s | Arbitrage : Chris Schlenker, Corey Syvret Travis Gawryletz, Bevan Mills |
| McKenna          | Gardiens                           | Sparks           |                                                                              | Arbitrage : Chris Schlenker, Corey Syvret Travis Gawryletz, Bevan Mills |
| 2 min            | Pénalités                          | 0 min            |                                                                              | Arbitrage : Chris Schlenker, Corey Syvret Travis Gawryletz, Bevan Mills |
| 20               | Tirs                               | 24               |                                                                              | Arbitrage : Chris Schlenker, Corey Syvret Travis Gawryletz, Bevan Mills |

| 7 juin 2018 | Texas | 3-2 (1-0, 1-2, 1-0) | Toronto | H-E-B Center 6 863 spectateurs |

| Feuille de match | Feuille de match                                                                                              | Feuille de match    | Feuille de match                                               | Feuille de match                                                     |
| ---------------- | --- | ------------------- | -------------------------------------------------------------- | -------------------------------------------------------------------- |
|                  | McKenzie (Flynn, Morin) — 10 min 50 s (SN) McKenzie (Dowling) — 26 min Dowling (Mangene, Morin) — 49 min 58 s | 1-0 2-0 2-1 2-2 3-2 | Timashov — 36 min 11 s Johnsson (Holl, Aaltonen) — 36 min 51 s | Arbitrage : Terry Koharski, Furman South Bevan Mills, Libor Suchanek |
| McKenna          | Gardiens | Sparks              |                                                                | Arbitrage : Terry Koharski, Furman South Bevan Mills, Libor Suchanek |
| 6 min            | Pénalités | 6 min               |                                                                | Arbitrage : Terry Koharski, Furman South Bevan Mills, Libor Suchanek |
| 18               | Tirs | 31                  |                                                                | Arbitrage : Terry Koharski, Furman South Bevan Mills, Libor Suchanek |

| 9 juin 2018 | Texas | 2-6 (0-2, 1-3, 1-1) | Toronto | H-E-B Center 6 863 spectateurs |

| Feuille de match | Feuille de match                                                           | Feuille de match                | Feuille de match | Feuille de match                                                         |
| ---------------- | -------------------------------------------------------------------------- | ------------------------------- | --- | ------------------------------------------------------------------------ |
|                  | Bayreuther (Hintz, Flynn) — 24 min 6 s Dries (Elie, Mangene) — 51 min 22 s | 0-1 0-2 1-2 1-3 1-4 1-5 1-6 2-6 | Johnsson — 1 min 32 s Moore (Brooks, Marchment) — 2 min 19 s Greening (Mueller, Liljegren) — 27 min 43 s Rosen (Johnsson, Grundstrom) — 28 min 45 s Rosen — 37 min 7 s Grundstrom (Aaltonen, Johnsson) — 51 min 7 s | Arbitrage : Pierre Lambert, Chris Schlenker Libor Suchanek, James Tobias |
| McKenna et Bow   | Gardiens                                                                   | Sparks                          | | Arbitrage : Pierre Lambert, Chris Schlenker Libor Suchanek, James Tobias |
| 2 min            | Pénalités                                                                  | 0 min                           | | Arbitrage : Pierre Lambert, Chris Schlenker Libor Suchanek, James Tobias |
| 25               | Tirs                                                                       | 30                              | | Arbitrage : Pierre Lambert, Chris Schlenker Libor Suchanek, James Tobias |

| 12 juin 2018 | Toronto | 2-5 (0-0, 0-3, 2-2) | Texas | Ricoh Coliseum 8 783 spectateurs |

| Feuille de match  | Feuille de match                                                   | Feuille de match            | Feuille de match | Feuille de match                                                             |
| ----------------- | ------------------------------------------------------------------ | --------------------------- | --- | ---------------------------------------------------------------------------- |
|                   | Rosen (Johnsson) — 41 min 37 s Holl (Rosen, Mueller) — 55 min 12 s | 0-1 0-2 0-3 1-3 1-4 2-4 2-5 | McKenzie (Dowling) — 26 min 46 s Morin (Dowling) — 34 min 57 s Fyten — 37 min 3 s Dries (Dickinson) — 43 min 8 s Markison — 56 min 24 s | Arbitrage : Terry Koharski, Chris Schlenker Travis Gawryletz, Libor Suchanek |
| Sparks et Pickard | Gardiens                                                           | McKenna                     | | Arbitrage : Terry Koharski, Chris Schlenker Travis Gawryletz, Libor Suchanek |
| 2 min             | Pénalités                                                          | 8 min                       | | Arbitrage : Terry Koharski, Chris Schlenker Travis Gawryletz, Libor Suchanek |
| 45                | Tirs                                                               | 24                          | | Arbitrage : Terry Koharski, Chris Schlenker Travis Gawryletz, Libor Suchanek |

| 14 juin 2018 | Toronto | 6-1 (2-0, 0-0, 4-1) | Texas | Ricoh Coliseum 8 818 spectateurs |

| Feuille de match | Feuille de match | Feuille de match            | Feuille de match                    | Feuille de match                                                             |
| ---------------- | --- | --------------------------- | ----------------------------------- | ---------------------------------------------------------------------------- |
|                  | Johnsson (Grundstrom, Aaltonen) — 10 min 41 s Marchment (Moore, Mueller) — 19 min 42 s Grundstrom (Johnsson) — 43 min 35 s Johnsson (LoVerde) — 56 min 14 s Smith (LoVerde) — 58 min 29 s (CV) Marchment (Nielsen, Brooks) — 59 min 4 s | 1-0 2-0 3-0 3-1 4-1 5-1 6-1 | Fyten (Flynn, Mangene) — 51 min 1 s | Arbitrage : Pierre Lambert, Chris Schlenker Travis Gawryletz, Libor Suchanek |
| Sparks           | Gardiens | McKenna                     |                                     | Arbitrage : Pierre Lambert, Chris Schlenker Travis Gawryletz, Libor Suchanek |
| 2 min            | Pénalités | 2 min                       |                                     | Arbitrage : Pierre Lambert, Chris Schlenker Travis Gawryletz, Libor Suchanek |
| 46               | Tirs | 30                          |                                     | Arbitrage : Pierre Lambert, Chris Schlenker Travis Gawryletz, Libor Suchanek |

## Récompenses

### Trophées collectifs
| Coupe Calder : Vainqueurs des séries                                    | Marlies de Toronto        |
| Trophée Richard-F.-Canning : Vainqueurs de l'association de l'Est       | Marlies de Toronto        |
| Trophée Robert-W.-Clarke : Vainqueurs de l'association de l'Ouest       | Stars du Texas            |
| Trophée Macgregor-Kilpatrick : Champions de la ligue                    | Marlies de Toronto        |
| Trophée Frank-Mathers : Champions de l'Association de l'Est             | Marlies de Toronto        |
| Trophée Norman-R.-« Bud »-Poile : Champions de l'Association de l'Ouest | Wolves de Chicago         |
| Trophée Emile-Francis : Champions de la division Atlantique             | Phantoms de Lehigh Valley |
| Trophée F.-G.-« Teddy »-Oke : Champions de la division Nord             | Marlies de Toronto        |
| Trophée Sam-Pollock : Champions de la division Centrale                 | Wolves de Chicago         |
| Trophée John-D.-Chick : Champions de la division Pacifique              | Roadrunners de Tucson     |

### Trophées individuels
| Trophée Les-Cunningham : Meilleur joueur de la saison                              | Philip Varone, Phantoms de Lehigh Valley            |
| Trophée John-B.-Sollenberger : Meilleur pointeur                                   | Chris Terry, Rocket de Laval                        |
| Trophée Willie-Marshall : Meilleur buteur                                          | Valentin Zykov, Checkers de Charlotte               |
| Trophée Dudley-« Red »-Garrett : Meilleure recrue                                  | Mason Appleton, Moose du Manitoba                   |
| Trophée Eddie-Shore : Meilleur défenseur                                           | Sami Niku, Moose du Manitoba                        |
| Trophée Aldege-« Baz »-Bastien : Meilleur gardien                                  | Garret Sparks, Marlies de Toronto                   |
| Trophée Harry-« Hap »-Holmes : Gardien de l'équipe ayant encaissé le moins de buts | Garret Sparks et Calvin Pickard, Marlies de Toronto |
| Trophée Louis-A.-R.-Pieri : Meilleur entraîneur                                    | Pascal Vincent, Moose du Manitoba                   |
| Trophée Fred-T.-Hunt : Joueur au meilleur esprit sportif                           | Bracken Kearns, Devils de Binghamton                |
| Trophée Yanick-Dupré : Joueur le plus impliqué dans sa communauté                  | Scooter Vaughn, Wolves de Chicago                   |
| Trophée Jack-A.-Butterfield : Meilleur joueur des séries                           | Andreas Johnsson, Marlies de Toronto                |

### Équipes d'étoiles
| Position       | Joueur          | Équipe                    |
| -------------- | --------------- | ------------------------- |
| Gardien de but | Garret Sparks   | Marlies de Toronto        |
| Défenseur      | Jacob MacDonald | Devils de Binghamton      |
| Défenseur      | Sami Niku       | Moose du Manitoba         |
| Ailier gauche  | Chris Terry     | Rocket de Laval           |
| Centre         | Philip Varone   | Phantoms de Lehigh Valley |
| Ailier droit   | Mason Appleton  | Moose du Manitoba         |

| Position       | Joueur             | Équipe                    |
| -------------- | ------------------ | ------------------------- |
| Gardien de but | Michael Hutchinson | Moose du Manitoba         |
| Défenseur      | T.J. Brennan       | Phantoms de Lehigh Valley |
| Défenseur      | Zach Redmond       | Americans de Rochester    |
| Ailier gauche  | Andreas Johnsson   | Marlies de Toronto        |
| Centre         | Austin Czarnik     | Bruins de Providence      |
| Ailier droit   | Ben Smith          | Marlies de Toronto        |

| Position       | Joueur         | Équipe                            |
| -------------- | -------------- | --------------------------------- |
| Gardien de but | Ville Husso    | Rampage de San Antonio            |
| Défenseur      | Filip Hronek   | Griffins de Grand Rapids          |
| Défenseur      | Sami Niku      | Moose du Manitoba                 |
| Attaquant      | Mason Appleton | Moose du Manitoba                 |
| Attaquant      | Dylan Strome   | Roadrunners de Tucson             |
| Attaquant      | Daniel Sprong  | Penguins de Wilkes-Barre/Scranton |